# ماکنرودت
ماکنرودت (به آلمانی: Mackenrodt) یک شهر در آلمان است که در بیرکنفلد واقع شده‌است. ماکنرودت ۴۵۹ نفر جمعیت دارد.